# Colfax Township (comté de Pocahontas, Iowa)
Pour les articles homonymes, voir Colfax Township.
Colfax Township est un township du comté de Pocahontas en Iowa, aux États-Unis,.
Le township est fondé en 1871 et nommé à la mémoire de Schuyler Colfax, vice-président des États-Unis.

## Source de la traduction
- (en) Cet article est partiellement ou en totalité issu de l’article de Wikipédia en anglais intitulé « Colfax Township, Pocahontas County, Iowa » (voir la liste des auteurs).